# Ħamrun
Ħamrun (uitspraak: [hɑmɹun]) is een plaats en gemeente op het eiland Malta met een inwoneraantal van 9.513 personen (november 2005). De officiële naam van deze plaats is Il-Ħamrun, maar het wordt ook wel Casal San Giuseppe genoemd.
In Ħamrun vindt men nog een oud spoorwegstation van de inmiddels niet meer in gebruik zijnde Maltese treindienst, die bekendstond als "il-vapur ta' l-art." Tegenwoordig wordt dit gebouw gebruikt voor de lokale scoutinggroep, die geldt als een van de oudste ter wereld.
De jaarlijkse festa ter ere van beschermheilige Sint Gaetan wordt gevierd op de eerste zondag na 7 augustus. De traditionele processie aan het eind van deze festa kent een spectaculair slot: De vrijwilligers die het houten beeld van de heilige door het dorp hebben gedragen, rennen dan onder luid applaus, geschreeuw en vuurwerk de kerktrappen op met het zware beeld. Deze traditie, bekend als de "girja" (sprint) dateert van 1898.
Naast deze festa wordt in Ħamrun ook tweemaal per jaar de Onbevlekte Ontvangenis gevierd. Dit dorpsfeest, dat gevierd wordt op de eerste zondag van juli en op 8 december, verschilt fors van dat van Sint Gaetan. Daar waar dit laatste feest vooral een volksfeest is geworden waarbij het religieuze aspect lijkt te zijn vergeten (zoals met zoveel festi), geldt de festa van de Onbevlekte Ontvangenis als een festa van de gelovigen waarbij veel wordt gebeden.
Een derde dorpsfeest wordt gehouden op de eerste zondag van mei. Deze festa wordt gevierd ter ere van Jozef van Nazareth.
De voetbalclub van Ħamrun, de Hamrun Spartans, werd in totaal zeven keer landskampioen en won zesmaal de Beker van Malta. Na het seizoen 2005/06 degradeerde de club naar de tweede klasse.

## Geboren
- Salvatore Messina (1898-?), de oudste van de vijf gebroers Messina van de Londense onderwereld
- Alfredo Messina (1901-1963), tweede der vijf gebroers Messina
- Oreste Kirkop (1923–1998), operazanger
- Charles Camilleri (1931-2009), componist
- Stefan Sultana (1968), voetballer
- Joe Brincat (1970), voetballer
- Kurt Calleja (1989), deelnemer Eurovisiesongfestival 2012